# Condrita enstatita

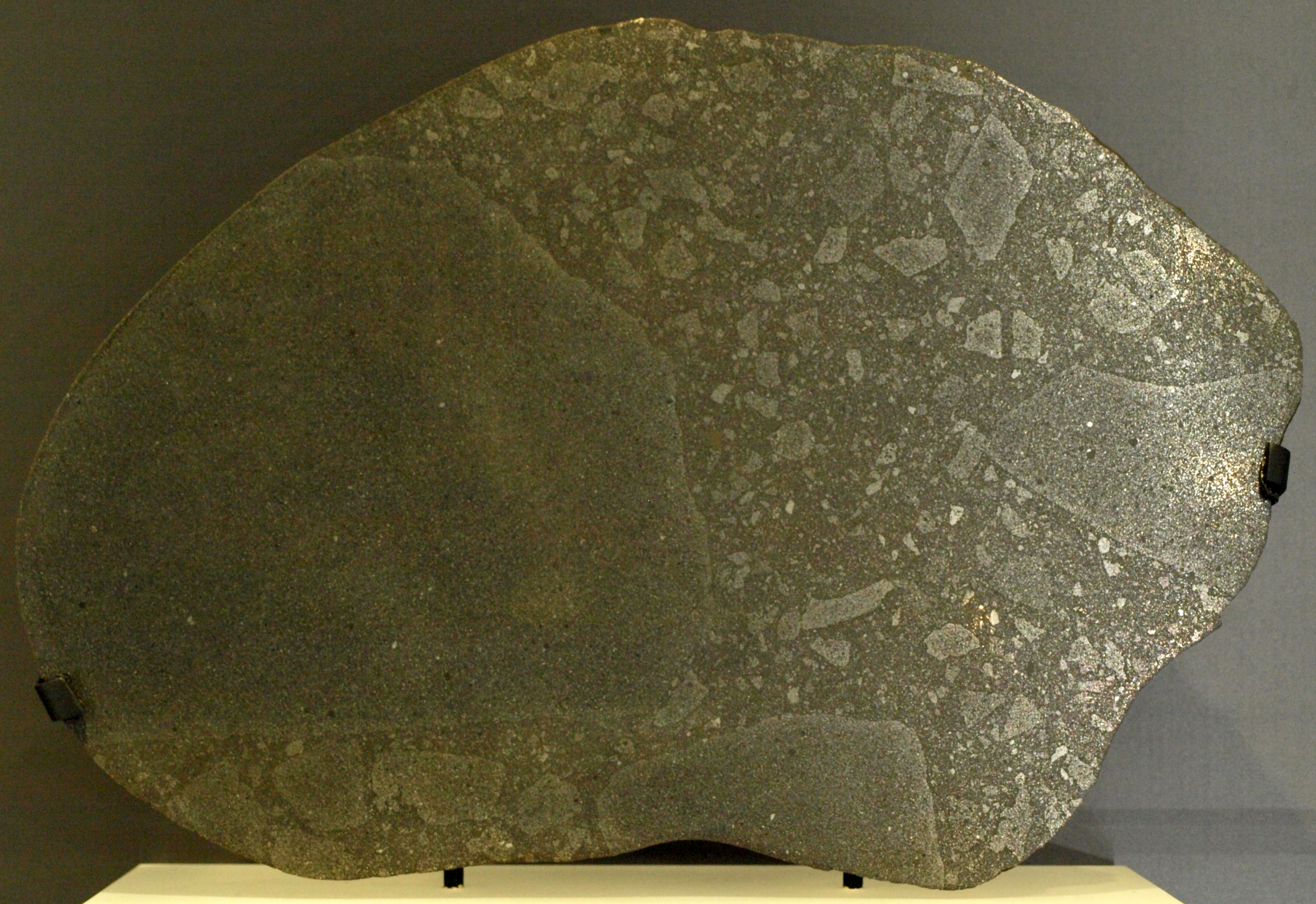
Secció del meteorit Abee, una condrita enstatita, exposada al Museu Reial d'Ontario.

Les condrites enstatites, també conegudes com a condrites E, són una forma poc freqüent de meteorits que comprenen només el 2% de les condrites que cauen a la Terra. Aproximadament es coneixen unes 200 condrites enstatites.

## Origen
Les condrites enstatites es troben entre les roques més químicament reduïdes, amb la major part del seu ferro prenent la forma de metall o de sulfur en lloc d'un òxid. Tendeixen a tenir un alt contingut del mineral enstatita (MgSiO₃), del qual en deriva el seu nom. A partir de l'anàlisi espectral, s'ha suggerit que l'asteroide (16) Psique pot ser el cos progenitor d'aquest tipus de meteorit.

## Composició
A diferència de la majoria d'altres condrites, els minerals a les condritis enstatites no contenen pràcticament òxid de ferro, sent les roques de silicat més pobres en oxigen conegudes. Són també els objectes més secs del sistema solar, ja que contenen només un 0,01% d'aigua.
Els minerals metàl·lics de Fe-Ni (ferro-níquel) i de sulfur de ferro contenen gairebé tot el ferro en aquest tipus de meteorits. Aquestes condrites contenen una varietat de minerals inusuals que només es poden formar en condicions extremadament reductores, com ara l'oldhamita (CaS), la niningerita (MgS), la perryita i sulfurs alcalins, com per exemple la djerfisherita o la caswellsilverita.
Totes les condrites enstatites estan formades predominantment per còndrules d'enstatita, a més d'abundants grans de minerals metàl·lics i sulfurs. El material de la matriu com a pols és poc comú i les inclusions refractàries són molt rares.
Químicament, les condrites E són molt baixes en elements litòfils refractaris. La seva composició isotòpica d'oxigen és intermedia entre les condrites ordinàries i les carboníferes, i són similars a les roques que es troben a la Terra i a la Lluna. La seva manca de contingut en oxigen pot significar que es van formar originalment prop del centre de la nebulosa solar que va crear el sistema solar, possiblement dins de l'òrbita de Mercuri. La majoria de les condritis enstatites han experimentat un metamorfisme tèrmic en els asteroides primaris.

## Classificació
Les condrites enstatites es divideixen en dos grups:
- Les condrites EH (alt contingut en enstatita) contenen petites còndrules (~ 0,2 mil·límetres) i altes proporcions d'elements sideròfils al silici. Una mica més del 10% de la roca està composta de grans de metall. Una característica de diagnòstic de les còndrules d'EH és que el metall Fe-Ni conté un 3% de silici elemental.
- Les condrites EL (baix contingut en enstatita) contenen còndrules més grans (> 0.5 mm) i ràtios baixes d'elements sideròfils al silici. El metall Fe-Ni conté ~1% en pes de silici.